# Sabina Fluxà
Sabina Fluxà Thienemann (n. Palma de Mallorca; 1980) es Vicepresidenta y CEO del Grupo Iberostar.

## Orígenes familiares
Su bisabuelo Antoni Fluxà (1853-1918) fundó en Inca una fábrica de calzado pionera en la mecanización de la producción de zapatos en España . Su abuelo Lorenzo Fluxà Figuerola (1907-1993) heredó en 1928 la fábrica paterna, la convirtió en una empresa internacionalizada y de prestigio en su sector y le dio el nombre por el que es actualmente conocida: Lottusse. En 1956 Lorenzo Fluxà adquirió una pequeña red de agencias de viajes, Viajes Iberia, y se introdujo en el negocio hotelero que comenzaba por entonces a despegar en las Islas Baleares. En 1962, el segundo de los hijos varones de Lorenzo Fluxà Figuerola, Miguel Fluxà Roselló (1938), se puso al frente de los negocios turísticos de la familia y como resultado de su actividad emprendedora surgió una de las empresas españolas más consolidadas en el sector turístico: el Grupo Iberostar al que Sabina Fluxà se incorporó en 2005.

## Primeros años y formación
Sabina Fluxà es la primogénita de las dos hijas de Miguel Fluxà Roselló (Inca, 1938) y Sabine Thienemann (1951).  Es Licenciada en Administración y Dirección de Empresas & MBA por  ESADE. En 2013 realizó el Programa de Alta Dirección de Empresas del IESE Business School.

## Carrera
Comenzó a trabajar en el Grupo Iberostar en enero de 2005. En noviembre de 2006 fue nombrada Co-Vicepresidenta del Grupo y en 2017 Co-Vicepresidenta y CEO. En 2016 se incorporó al Consejo de Telefónica como Consejera Independiente.  Es además miembro del Consejo Asesor Regional del BBVA, miembro del Consejo Rector de APD Illes Balears así como patrona de la Fundación Iberostar y la Fundación Endeavor. Ha sido, también, consejera de ACS y Dragados . Ha sido elegida una de las TOP 100 mujeres líderes en España en la VI Edición, 2016-17, de este ranking. 